# Хорошая (Псковская область)
Хорошая — деревня в Островском районе Псковской области. Входит в состав Воронцовской волости.
Расположена у правого берега реки Черёха, в 24 км к востоку от города Остров и в 6 км к северу от волостного центра, села Воронцово.
Численность населения деревни по состоянию на 2000 год составляет 4 жителя.
До 2005 года деревня входила в состав ныне упразднённой Шаркуновской волости с центром в д. Погорелка.